# Abkommen von der Start- und Landebahn

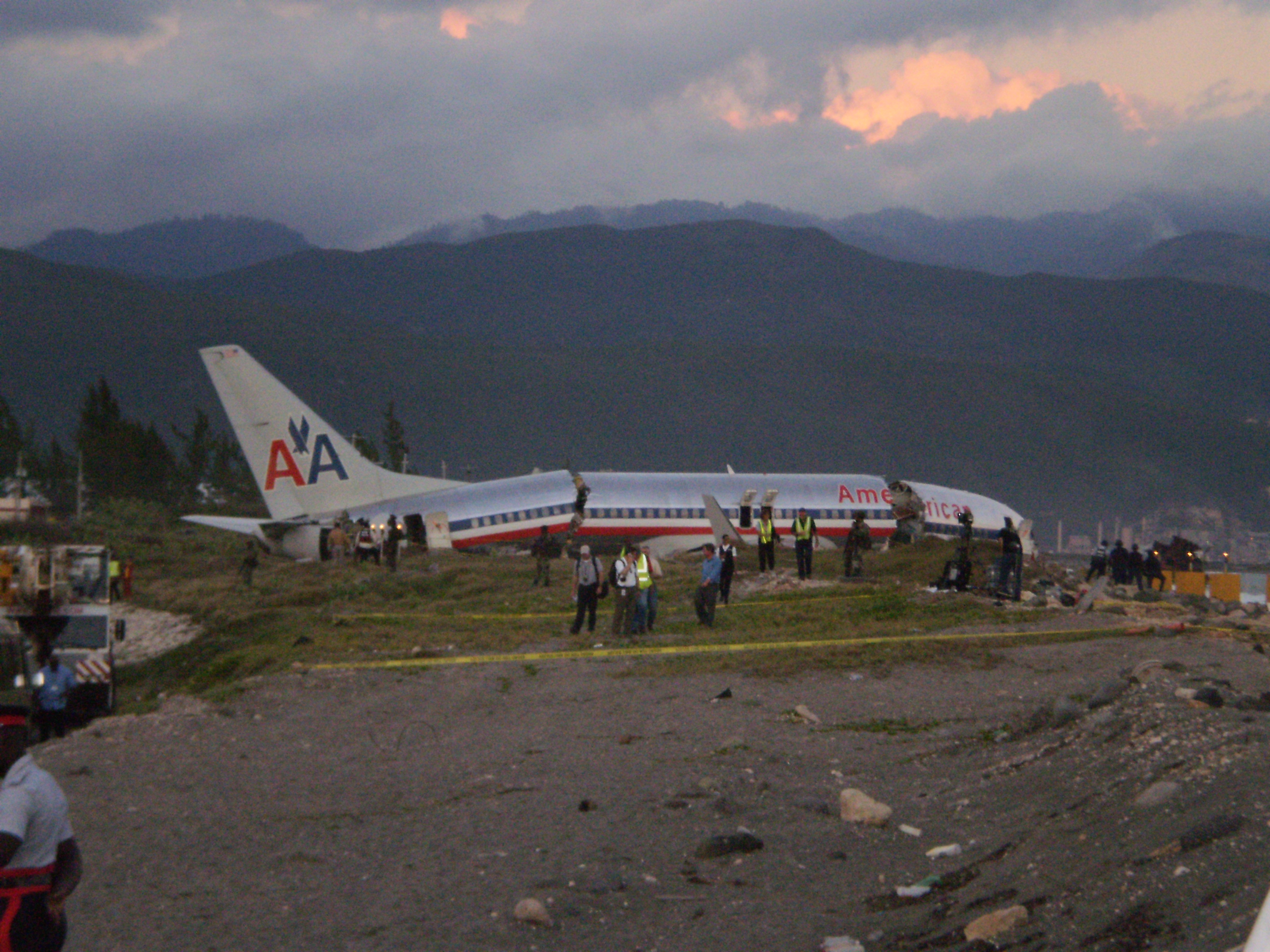
Boeing 737-800 der American Airlines nach Überrollen des Landebahnendes in Kingston, Jamaika, Dezember 2009

Vom Abkommen von der Start- und Landebahn (englisch: runway excursion) spricht man, wenn ein Flugzeug beim Start oder bei der Landung an einer dafür nicht vorgesehenen Stelle die Start- und Landebahn verlässt. Dies kann durch Überrollen des Bahnendes oder seitliches Abkommen von der Bahn geschehen.

## Ursachen
Ein Abkommen von der Bahn kann in verschiedenen Fällen auftreten:
- Überrollen des Bahnendes
  - beim Startabbruch
  - bei der Landung, z. B. durch
    - zu spätes Aufsetzen
    - zu hohe Geschwindigkeit
    - zu starken Rückenwind
    - für die gegebenen Bedingungen zu kurze Landebahnlänge (Wetter, Gewicht des Flugzeugs)
    - Ausfälle oder ungenügende Nutzung der Bremshilfen (Bremsen, Umkehrschub, Störklappen bzw. Luftbremsen)
    - Start oder Landung auf einer falschen Bahn oder einem Rollweg

- seitliches Verlassen der Bahn beim Start oder bei der Landung durch
  - Seitenwind
  - glatte Bahnoberfläche durch Wasser, Schnee, Eis oder Reifenabrieb
  - Ausfälle oder fehlerhafte Betätigung der Flugzeugsteuerung
  - Defekte am Fahrwerk einschließlich der Bremsen
  - absichtliches Wegsteuern von der Bahn, um am Bahnende nicht eine Böschung hinab zu stürzen oder mit Hindernissen zu kollidieren.

## Gegenmaßnahmen

### Bahnwartung
Auf befestigten Bahnen wird die Bremswirkung durch häufiges Entfernen des bei Landungen entstehenden Gummiabriebs vor allem bei nasser Bahnoberfläche ganz deutlich erhöht.
Im Winter wird dies auch durch gründliches und angemessen häufiges Räumen der Bahnen von Schnee und Eis erzielt.

### EMAS
Einen Notstopp-Bodenbelag am Ende von Landebahnen bietet das Engineered Materials Arrestor System (EMAS), das z. B. am Flughafen Saarbrücken installiert wurde.
Durch den Energieverlust, der benötigt wird, um das EMAS-Material beim Überrollen zu zerkleinern, wird das Flugzeug verlangsamt, ähnlich dem Prinzip einer Notfallspur für Lastwagen.

### Fanganlagen
Auf militärischen Flugplätzen ist die Installation von Fanganlagen an den Bahnenden ein häufig eingebautes Mittel, um ein Überrollen des Landebahnendes zu verhindern.

## Fallbeispiele
Im Folgenden eine exemplarische Auswahl von verschiedenen Unfallursachen, die zu einem Abkommen von der Start- und Landebahn von Verkehrsflugzeugen geführt haben: 

### Abkommen von der Startbahn

#### Zu später Startabbruch
Am 13. September 1982 kam es während des Starts einer McDonnell Douglas DC-10 der spanischen Spantax (Luftfahrzeugkennzeichen EC-DEG) auf dem Flughafen Málaga bei einem Flug nach New York zu starken Vibrationen durch Platzen des rechten Reifens am Bugfahrwerk. Die Vibrationen irritierten den Kapitän, der daraufhin viel zu spät einen Startabbruch einleitete. Dabei geriet die Maschine über das Ende der Start- und Landebahn hinaus, überquerte eine Autobahn und kam an der Böschung einer Eisenbahnlinie zum Stehen. Dabei zerbrach sie in drei Teile und brannte schließlich aus. Von den 394 Insassen kamen 50 ums Leben (siehe Spantax-Flug 995).

#### Auf falscher Bahn gestartet
Am 27. August 2006 kollidierte ein Bombardier Canadair Regional Jet 100 der US-amerikanischen Comair in Lexington (Kentucky) beim Start mit Hindernissen hinter dem Startbahnende. Dabei kamen 49 Personen ums Leben; ein Insasse überlebte. Der Unfall geschah, weil die Piloten auf Grund von Bauarbeiten an einem Rollweg die falsche Startbahn benutzten, die nur halb so lang war wie die vom Tower freigegebene Startbahn (siehe auch Comair-Flug 5191).

#### Nichtentfernen von Ruderverriegelungen
Am 27. September 1975 überschoss eine Canadair CC-106 Yukon der Aerotransportes Entre Rios (LV-JSY) das Startbahnende am Miami International Airport, durchschlug die Flughafenumzäunung, streifte einen VW-Bus, stürzte in einen Kanal, brach auseinander und brannte aus. Sechs der zehn Personen an Bord starben. Als Unfallursache wurde eine vor dem Start nicht entfernte Rudersperre am rechten Höhenruder ermittelt (siehe auch Aerotransportes-Entre-Rios-Flug 501/90).

#### Überladung, falsche Gewichtsverteilung
Am 8. Januar 1996 raste ein überladenes Antonow An-32B-Frachtflugzeug der russischen Moscow Airways (RA-26222) nach missglücktem Start vom Flughafen N’Dolo (Demokratische Republik Kongo) in einen Marktplatz, wo mindestens 297 Menschen starben (einige Quellen berichten von über 350 Toten). Vier der sechs Besatzungsmitglieder überlebten (einige Quellen geben an, dass alle Crewmitglieder überlebten). Das Flugzeug der Moscow Airways wurde von zwei alkoholisierten russischen Piloten geflogen. Es war offiziell von der Scibe Airlift geleast worden, da die African Air (ein Scheinunternehmen des Scibe-Eigentümers) keine Lizenz zum Betrieb eines solchen Flugzeuges hatte. Scibe Airlift und Air Africa wurden zur Zahlung von 1,4 Mio. US-$ an die Opfer und ihre Hinterbliebenen verurteilt (siehe Flugzeugkatastrophe von Kinshasa).

### Abkommen von der Landebahn

#### Zu spätes Aufsetzen, zu starker Rückenwind
Am 5. Februar 2020 setzte eine Boeing 737-800 der türkischen Billigfluggesellschaft Pegasus Airlines (TC-IZK) bei stürmischem Regen erst 1950 Meter nach der Landeschwelle und damit nur 1000 Meter vor dem Ende der Landebahn auf, geriet über das Pistenende hinaus und kollidierte nach 200 Metern mit einer Mauer, wobei der Rumpf des Flugzeuges in drei Teile zerbrach. Trotz einer höchstzulässigen Rückenwindkomponente waren die Piloten mit einem Rückenwind von 19 Knoten, in Böen 31 Knoten auf der nassen Bahn gelandet. Bei dem Unfall wurden drei Passagiere getötet und zahlreiche Personen zum Teil schwer verletzt (siehe auch Pegasus-Airlines-Flug 2193).

#### Sehr starker Seitenwind
Am 20. April 1983 verunglückte eine De Havilland Canada DHC-6 Twin Otter der britischen Air Ecosse (G-STUD) auf dem Flugplatz Flotta. Die Untersuchung ergab, dass das Flugzeug seitlich von der Landebahn abkam und einen Ringelpiez machte, als es bei der Landung in starken Seitenwind geraten war. Beide Tragflächen brachen ab. Es gab keine ernsthaften Verletzungen und keine Todesfälle unter den zwei Besatzungsmitgliedern und zehn Passagieren.

#### Absichtlich seitlich von der Bahn gelenkt
Am 19. Februar 1975 wurde eine Jakowlew Jak-40 der deutschen General Air (D-BOBD) bei der Landung in Saarbrücken seitlich von der Landebahn weggesteuert, um ein Überrollen des Landebahnendes in einen steilen Abhang zu verhindern. Die mit 16 Passagieren und 2 Piloten besetzte Maschine durchbrach einen Zaun und kollidierte mit Bäumen. Außer dem schwerverletzten Flugkapitän kamen keine Personen zu Schaden. Das Flugzeug wurde als Totalschaden abgeschrieben.

#### Asymmetrischer Schub
Am 11. Juli 1961 hatte eine Douglas DC-8-12 (N8040U) mit 129 Menschen an Bord ein hydraulisches Problem während des Fluges, woraufhin die Triebwerke asymmetrischen Schub generierten. Bei der Notlandung auf dem Flughafen Denver/Stapleton platzten zwei Reifen. Das Flugzeug brach zur Seite von der Landebahn aus, das Fahrwerk wurde abgeschert, die Maschine drehte sich und fing Feuer. Die Brandbekämpfung und Rettung der Personen wiesen in Bezug auf Organisation, Ausrüstung und Personal trotz vorheriger Beanstandungen schwerste Mängel auf. Siebzehn Insassen sowie eine Person am Boden starben (siehe auch United-Air-Lines-Flug 859).

#### Aquaplaning durch Fahrbahnzustand und fehlendes ABS, Ausfall von Hydrauliksystemen
Am 10. Oktober 2006 verunglückte eine BAe 146-200 der Atlantic Airways (OY-CRG) auf dem Flughafen Stord (Norwegen). Die Maschine überrollte beim Abbremsen das Landebahnende und fing Feuer. Von den 16 Insassen konnten sich zwölf in Sicherheit bringen, bevor das Flugzeug ausbrannte. Gleich mehrere Faktoren kamen zusammen und verursachten das Unglück. An jenem Tag regnete es und das Wasser konnte von der Piste nicht abfließen, da keine Rillen im Asphalt vorhanden waren. Außerdem gab es bei der Landung leichten Rückenwind. Leider konnte nicht wie üblich mit den Störklappen abgebremst werden, da diese eine Fehlfunktion aufwiesen. Deshalb reagierten die Piloten und versuchten mit der Notbremse, das Flugzeug zum Stehen zu bringen. Die Notbremse besaß aber kein Antiblockiersystem, wodurch die Räder blockiert wurden und das Flugzeug ins Schlittern geriet. Somit verringerte sich die Geschwindigkeit nicht schnell genug und das Flugzeug stürzte den Abhang hinunter (siehe auch Atlantic-Airways-Flug 670).

#### Steuerbarkeitsverlust durch Fahrwerksbruch
Am 25. Mai 1982 setzte eine Boeing 737-200 der VASP (PP-SMY) während der Landung auf dem Flughafen Brasília bei Regenwetter mit dem Bugfahrwerk zuerst auf. Das Bugfahrwerk brach, wodurch die Maschine von der Rollbahn abkam und der Rumpf auseinanderbrach. Der falschen Landetechnik war eine optische Täuschung des verantwortlichen Piloten vorausgegangen. Von den 118 Personen an Bord kamen zwei Passagiere ums Leben (siehe auch VASP-Flug 234).